# 東鋼杯プロ囲棋戦
東鋼杯プロ囲棋戦（とうこうはいぷろいきせん、東鋼盃職業圍棋賽）は、台湾の囲碁の棋戦。2001年開始。
- 主催 台湾棋院
- 後援 東和鋼鉄株組有限公司
- 優勝賞金 (1-14期)10万元、(15期)30万元

## 方式
- 31名によるトーナメント制。決勝は三番勝負（第1、3期、第8期以降は一番勝負）。
- 持ち時間は、トーナメント戦は各2時間で残り3分から秒読み、決勝戦は各3時間で残り5分から秒読み。
- コミは6目半。
- 前期ベスト4の選手は、次期2回戦シード。

## 歴代優勝者と決勝戦
（左が優勝者、2001年は1番勝負、2002年から2007年まで3番勝負、2008年より決勝1番勝負）
- 第1期 2001年 周俊勲 - 周可平
- 第2期 2002年 彭景華 2-0 黄祥任
- 第3期 2003年 周可平 1-0 戴嘉伸
- 第4期 2004年 林至涵 2-1 林聖賢
- 第5期 2005年 陳詩淵 2-0 載嘉伸
- 第6期 2006年 周俊勲 2-0 林書陽
- 第7期 2007年 陳詩淵 2-0 林至涵
- 第8期 2008年 蕭正浩 - 林至涵
- 第9期 2009年 陳詩淵 - 周俊勲
- 第10期 2010年 周俊勲 - 陳詩淵
- 第11期 2011年 周俊勲 - 蕭正浩
- 第12期 2012年 林君諺 - 林書陽
- 第13期 2013年 蕭正浩 - 林立祥
- 第14期 2014年 王元均 - 陳祈睿
- 第15期  2015年 林士勛 - 蕭正浩